# Weischlitz
Weischlitz es un municipio situado en el distrito de Vogtland, en el estado federado de Sajonia (Alemania), a una altitud de 400 metros. Su población a finales de 2016 era de unos 6000 habitantes y su densidad poblacional, 50 hab/km².